# Санта Кроче Биголина
Санта Кроче Биголина је насеље у Италији у округу Падова, региону Венето.
Према процени из 2011. у насељу је живело 718 становника. Насеље се налази на надморској висини од 60 м.